# Milano
Milano (lokalno narečno-lombardsko, v več neitalijanskih jezikih in zastarelo oz. nestandardizirano slovensko: Milan), je drugo največje mesto v Italiji in glavno mesto italijanske dežele Lombardije. 
Mesto (občina) ima okoli 1,3 milijona prebivalcev, medtem ko jih ima Metropolitansko mesto Milano 3.250.315, metropolitansko območje (peto največje v EU) pa približno 5 milijonov prebivalcev (nekdanja pokrajina Milano in Monza-Brianza, z več drugimi občinami v nekdanji pokrajini Varese), kar predstavlja največjo urbano zgostitev prebivalstva v Italiji.
Veliko primestnih območij, ki so sledila povojni širitvi 1950–60 se nahaja v policentričnem metropolitanskem območju, znanem kot Veliki Milano, z od 7 do 10 milijonov ljudi, ki se razteza preko mest Milano, Bergamo, Como, Lecco, Lodi, Monza in Brianza, Pavia, Varese in Novara. Milansko metropolitansko območje predstavlja južni del t. i. Blue Banana, območja Evrope z največjo gostoto poselitve in industrije. Glede na BDP ima Milano tretje največje gospodarstvo med mesti EU (za Londonom in Parizom) in največje med evropskimi ne-prestolnicami.
Prvo naselbino na območju današnjega velemesta je ustanovilo keltsko pleme Insubri. Rimljani so kasneje osvojili naselbino in zgradili novo, ki so jo poimenovali Mediolanum, ta je sčasoma postala ena od cesarskih rezidenc (v letih 286–402) zahodnega rimskega cesarstva. V srednjem veku je Milano cvetel kot trgovsko in bančno središče. V naslednjih stoletjih so mesto izmenično obvladovali Francija, habsburška Španija in Avstrija, do leta 1859, ko se je mesto pridružilo nastajajoči Kraljevini Italiji. V začetku 19. stoletja je Milano že bil vodilno industrijsko središče mladega naroda. Zaradi trpljenja pod nacistično okupacijo v času druge svetovne vojne, je mesto postalo glavno središče italijanskega odpora. V povojnih letih je mesto uživalo nadaljevanje gospodarskega razcveta, in pritegnilo veliko število delavcev iz južne Italije. V zadnjem času v Milanu registrirajo velik porast števila priseljencev iz celega sveta, po podatkih za leto 2021 je bila približno petina prebivalcev občine tujcev.
Milano je glavno industrijsko, poslovno in finančno središče Italije in vodilno italijansko globalno mesto. Njegova poslovna četrt obsega glavno milansko borzo (Borsa Italiana) v njej so sedeži največjih državnih bank in mednarodnih podjetij. Mesto je vodilno v svetu mode in oblikovanja. Milano ima številne muzeje, gledališča in znamenitosti, vključno z Milansko stolnico, peto največjo cerkvijo na svetu, cerkvijo Santa Maria delle Grazie, v kateri je freska Leonarda da Vincija Zadnja večerja, ki sta na Unescovem seznamu svetovne dediščine, kar pritegne v mesto več kot osem milijonov obiskovalcev letno. 
Mesto gosti številne kulturne ustanove in univerze s skupaj 185.000 vpisanimi študenti v letu 2011 ali 11 odstotkov vseh v Italiji. Najpomembnejša milanska univerza je javna Università degli Studi di Milano, poleg nje še Univerza Milano-Bicocca, Libera università di lingue & comunicazione Iulm, Katoliška univerza Srca Jezusovega, Univerza Bocconi - Università Commerciale Luigi Bocconi, Università Vita-Salute San Raffaele in politehnika (Politecnico di Milano). 
Milano je znan tudi po številnih mednarodnih prireditvah in sejmih, vključno z Milan Fashion Week in Milanskim pohištvenim sejmom, največjim te vrste na svetu, in je bil drugič gostitelj Svetovne razstave (Expo 1906 in Expo 2015). Milano je sedež istoimenske nadškofije in metropolije, največje po številčnosti v Evropi. Nazadnje, Milano je tudi dom dveh velikih nogometnih ekip na svetu, AC Milan in Inter Milan.

## Toponim
Izvor imena Milano (lokalno narečno/milansko in v drugih jezikih: Milan, nemško Mailand) je negotov. Jasno je, da izhaja iz rimskega imena Mediolanum, verjetno iz latinske besede medio (na sredini) in planus (raven). Vendar pa nekateri strokovnjaki verjamejo, da ima lanum keltski koren lan, kar pomeni, ovoj ali razmejeno območje (vir welška beseda llan, kar pomeni svetišče ali cerkev), ki ga je keltska skupnosti uporabljala za gradnjo svetišča. Zato Mediolanum lahko pomeni osrednje mesto ali svetišče keltskega plemena. Dejansko ime "Mediolanum" nosi okoli šestdeset Galsko-rimskih mest v Franciji, na primer Saintes (Mediolanum Santonum) in Évreux (Mediolanum Aulercorum). Poleg tega druga teorija povezuje ime z merjaščevo svinjo (scrofa semilanuta), starodavnim simbolom mesta, ki ga je Andrea Alciato domišljisko razložil v delu Emblemata (1584), v lesorezu prvega nastajajočega mestnega obzidja, kjer se vidi dvigovanje svinje med izkopavanjem in jo etimologija Mediolanum navaja kot »pol volno« z obrazložilom v latinščini in francoščini.
Za ustanovitev Milana naj bi bili po legendi zaslužni dve keltski plemeni Biturigov in Edujev, ki imata za svoja simbola ovna in merjasca, zato se Alciatova razlaga Ambroževe razlage glasi, da je »simbol mesta volna, ki jo nosi merjasec, žival z dvojno obliko, tukaj z ostrimi ščetinami, tam z elegantno volno.«

## Zgodovina

### Antika
Okoli leta 400 pred našim štetjem so keltski Insubri naselili Milano in okoliško regijo. Leta 222 pred našim štetjem so naselje osvojili Rimljani in ga preimenovali Mediolanum. Milano je bil na koncu proglašen za glavno mesto zahodnega rimskega cesarstva pod cesarjem Dioklecijanom v letu 286 n. št. Dioklecijan se je odločil, da ostane v vzhodnem rimskem cesarstvu (glavno mesto Nicomedia), njegov socesar Maksimijan pa v zahodnem. Takoj je Maksimijan zgradil več spomenikov, med drugim velik cirkus 470 m × 85 m, terme Thermae Herculeae, velik kompleks cesarske palače in več drugih objektov.
Z Milanskim ediktom leta 313 je cesar Konstantin I. zagotovil svobodo veroizpovedi za kristjane. Potem ko so v letu 402 mesto zasedli Vizigoti, so je cesarsko rezidenco preselili na tedaj bolj strateško pomembno lokacijo, v mesto Raveno. Leta 452 so mesto osvojili Huni. Leta 539 so ga zavzeli Ostrogoti in uničili Milano med Gotsko vojno proti bizantinskemu cesarju Justinijanu I. Poleti leta 569 so Langobardi (od tod izhaja ime italijanske dežele Lombardija), osvojili Milano, potem, ko so porazili majhno bizantinsko vojsko. Nekatere rimske strukture so ostale v uporabi tudi pod langobardsko oblastjo. Milano so leta 774 zavzeli Franki, ko si je Karel Veliki dal naziv kralj Langobardov (pred tem so se germanska kraljestva pogosto spopadala med seboj, vendar ni nobeno sprejelo naslov kralja drugih ljudstev). Železna krona Langobardov izvira iz tega obdobja. Kasneje je Milano postal del Svetega rimskega cesarstva.

### Srednji vek
V srednjem veku je bil Milano, zaradi svoje lege, središče cvetoče trgovine. Vojna osvajanja Friderika I. Barbarosse so prinesla uničenje velikemu delu Milana leta 1162. Milano je prevzel vodilno vlogo pri oblikovanju Lombardske lige, ki je bila ustanovljena leta 1167. Vojna med nemškim cesarjem in italijanskimi občinami, ki je trajala neprekinjeno več let, se je končala z italijansko zmago v bitki pri Legnanu. Zaradi neodvisnosti Lombardskih mest, pridobljene z mirom v Konstanci leta 1183, je Milano postal vojvodina. Leta 1208 je postal podesta mesta Rambertino Bolelli, leta 1242 Luca Grimaldi in 1282 Luchetto Gattilusio. Položaj je bil enkrat nevaren: leta 1252 so milanski heretiki umorili cerkvenega inkvizitorja, pozneje znanega kot svetega Petra mučenca, na plitvini v bližini contado; morilci so podkupili svojo pot do svobode, ki so mu sledili izgredi, so podesto skoraj linčali. Leta 1256 so bili nadškof in vodilni plemiči izgnani iz mesta. Leta 1259 je bil Martino della Torre izvoljen kot Capitano del Popolos strani članov cehov; mesto je prevzel s silo, izgnal svoje sovražnike in vladal kot diktator, vendar je dal tudi tlakovatu ulice, kopati kanale in je obdavčil podeželje. Skoraj uničile je tudi milansko zakladnico; uporabljal jo je za pogosto nepremišljeno plačevanje najemnih vojaškihenot, in dodatno razburil prebivalstvo, z dajanjem večje podpore Della Torresovim tradicionalnim sovražnikom, Viscontijem. Najpomembnejše gospodarske panoge v tem obdobju so bile oborožitev in proizvodnja volne, celoten katalog aktivnosti in trgovanje pa je naveden v Bonvesin della Rivovem de Magnalibus Urbis Mediolani.
22. julija 1262 je Ottone Visconti postal nadškof Milana, ki ga je imenoval papež Urban IV., protikandidat je bil Raimondo della Torre, škof Coma. Ta je začel v javnosti obtoževati Viscontije, da so blizu katarskim heretikom in je Ottoneta obdolžil veleizdaje: Viscontije, ki so obtožili Della Torreje istih kaznivih dejanj, so nato izgnali iz Milana in njihovo lastnino zaplenili. Sledila je državljanska vojna, ki je povzročila večjo škodo prebivalstvu in gospodarstvu Milana in je trajala več kot desetletje. Ottone Visconti je leta 1263 neuspešno vodil skupino izgnancev proti mestu, vendar je po letih stopnjevanja nasilja na vseh straneh, na koncu, po zmagi v bitki pri Desiu (1277), z rodbino spet zavladal mestu. Viscontijem je uspelo izriniti della Torreje za vedno in vladati mestu in njegovim posestim do 15. stoletja.
Precejšen del zgodovine Milana preveva zgodba o boju med dvema političnimi frakcijama: Gvelfi in Gibelini. Večino časa so bili v mestu Milanu uspešni Gvelfi. Vendar pa je bila družina Visconti sposobna prevzeti oblast (signoria) v Milanu, ki je temeljila na njihovem prijateljstvu "Gibelinov" z nemškimi cesarji. Leta 1395 je bil eden od teh cesarjev, Venčeslav (1378–1400) povišal Milano v dostojanstvo vojvodine. Tudi leta 1395, je Gian Galeazzo Visconti postal vojvoda v Milanu. Družina Gibeline Visconti je ohranila oblast v Milanu stoletje in pol, od zgodnjega 14. stoletja do sredine 15. stoletja.
Leta 1447 je Filippo Maria Visconti, vojvoda Milana, umrl brez moškega naslednika. Po koncu linije Visconti je bila ustanovljena Zlata Ambrozijanska republika (italijansko Aurea Repubblica Ambrosiana). Ime je dobila po po sv. Ambroziju, priljubljenem zavetniku mesta Milano. Obe frakciji, Gvelfi in Gibelini, sta delali skupaj in skrbeli za Ambrozijansko republike v Milanu. Republika je razpadla, ko leta 1450 Milano osvojil Francesco I. Sforza iz rodbine Sforza. Milano je postal med vodilnimi mesti italijanske renesanse.

### Zgodnje moderno obdobje
Zadnji neodvisni vladar Milana, Lodovico il Moro, ki je poklical francoskega kralja Karla VIII. v Italiji, v pričakovanju, da bi lahko bila Francija zaveznik v notranjih italijanskih vojnah. Bodoči kralj Francije, Ludvik Orleanski, je sodeloval pri odpravi in spoznal, da je bila Italija praktično brez obrambe. To ga je spodbudilo, da se je vrnil nekaj let kasneje in zahtevall vojvodino Milano zase, saj je bila njegova babica članica vladajoče družine Visconti. V tistem času so Milano branili tudi švicarski plačanci. Po zmagi Ludvikovega naslednika Franca I. nad Švicarji v bitki pri Marignanu, je bila vojvodina obljubljena francoskemu kralju Francu I. Ko je španski Habsburžan Karel V. leta 1525 porazil Franca I. v bitki pri Pavii, je bila severna Italija, vključno z Milanom, prenesena habsburški Španiji.
Leta 1556 je Karel V. abdiciral v korist svojega sina Filipa II., in je njegov brat Ferdinand I. Karlove italijanske posesti, vključno z Milanom, prenesel na Filipa II., je vse ostali španski liniji Habsburžanov, medtem ko se je avstrijska linija s Ferdinandom Avstrijskim iz linije Habsburžanov odločila za Sveto rimsko cesarstvo.
Velika kuga v Milanu med letoma 1629–31 je po ocenah pomorila 60.000 ljudi od 130.000. Ta pojavitev velja za enega od zadnjih izbruhov večstoletne pandemije kuge.
Leta 1700 je španska linija Habsburžanov s smrtjo Karla II., izumrla. Po njegovi smrti so se leta 1701 začele vojne za špansko nasledstvo, francoska vojska je zasedla vse španske posesti in Francoski kralj Filip Anjou je zahteval španski prestol. Leta 1706 so bili Francozi poraženi v bitkah pri Ramilliesu in Torinu in bili prisiljeni predati severno Italijo avstrijskim Habsburžanom. Leta 1713 je pogodba iz Utrechta formalno potrdil avstrijsko suverenost nad večino italijanskih posesti v Španiji, vključno z Lombardijo in njenim glavnim mestom Milanom.
Napoleon je napadel Italijo leta 1796 in Milano razglasil za glavno mesto Cisalpinske republike. Kasneje je razglasil Milano za glavno mesto Kraljevine Italije in bil kronan v stolnici (Duomo). Ko se je Napoleonova zasedba končala, je leta 1815 Dunajski kongres vrnil Lombardijo in Milano, skupaj z Benečijo, pod avstrijski nadzor. V tem obdobju je Milano postal središče liričnih oper. V Teatro Regio Ducal je v 1770-ih Mozart premierno predstavil tri opere. Kasneje je La Scala postala referenčno gledališče na svetu, s svojimi premierami Bellinija, Donizettija, Rossinija in Verdija. Verdi sam je pokopan v Casa di Riposo na Musicisti. V 19. stoletju so bila tukaj tudi druga pomembna gledališča kot La Cannobiana in Teatro Carcano.
18. marca 1848 so se Milančani uprli avstrijski oblasti, v tako imenovanih »Pet dni« (italijansko: Le Cinque Giornate), in feldmaršal Josef Radetzky se je bil prisiljen začasno umakniti iz mesta. Kraljevina Sardinija je stopila na pomoč upornikom; plebiscit v Lombardiji je odločil v prid združitvi s Sardinijo. Po zmagi nad sardinskimi silami pri Custozi 24. julija, je Radetzky ponovno razglasil avstrijski nadzor nad Milanom in severno Italijo. Nekaj let pozneje, pa so italijanski nacionalisti ponovno pozvali k odstranitvi Avstrije in združitvi Italije. Sardinija in Francija sta stopili v zavezništvo in premagali Avstrijo v bitki pri Solferinu leta 1859. Po tej bitki je bil Milano in ostala Lombardija vključeni v Kraljevini Sardiniji, ki je kmalu pridobila nadzor nad večino Italije in bila leta 1861 ustanovljena kot Kraljevina Italija.
Politična združitev Italije je utrdila trgovsko prevlado Milana nad severno Italijo. Prišlo je tudi do razburjenja ob gradnji železniške proge, ki se je začela graditi pod avstrijskim partronatom (Benetke-Milano; Milano-Monza), ki je postavila Milano kot železniško središče severne Italije. Z odprtjem železniških predorov Gotthard (1881) in Simplon (1906), je Milano postal glavno južno evropsko železniško vozlišče za gospodarstvo in potniški promet (npr Simplon Orient Express). Hitra industrializacija in širitev trga je postavila Milano v središče vodilne italijanske industrijske regije, čeprav je v letu 1890 Milano pretresel pokol Bava-Beccaris, in izgredi v zvezi z visoko stopnjo inflacije. Medtem so Milanske banke obvladovale finančno področje Italije, zato je mesto postalo vodilno finančno središče v državi.

### Pozno moderno in sedanje obdobje
Leta 1919 so se črnosrajčniki Benita Mussolinija prvič zbrali na Piazza San Sepolcro, kasneje pa v Milanu začeli svoj pohod na Rim. Med drugo svetovno vojno je Milano utrpel veliko škodo od zavezniških bombnih napadov. Ko je leta 1943 Italija kapitulirala, so nemške sile do leta 1945 zasedale najbolj severne dele Italije. Kot rezultat je bilo oblikovanje odporniških skupin. Proti koncu vojne je ameriška 1. Armored Division napredovala v Milano - vendar so še preden so prispeli, odporniki prevzeli nadzor nad mestom in kaznovali Mussolinija skupaj z nekaterimi člani njegove vlade. 29. aprila 1945 so truplo Mussolinija, njegovo ljubico Claro Petacci in druge fašistične voditelje obesili na Piazzale Loreto.

V povojnem gospodarskem razcvetu je nastal velik val notranje migracije (predvsem iz podeželskih območij južne Italije) v Milano. Število prebivalcev se je povečalo iz 1,3 milijona v letu 1951 na 1,7 milijona v letu 1967. V tem obdobju je bil Milano v veliki meri rekonstruiran z gradnjo več inovativnih in modernističnih nebotičnikov, kot so Torre Velasca in Pirellone. Je pa gospodarska blaginja v poznih 1960 in začetku 1970 dočakala tako imenovana svinčena leta, ko je bil Milano priča neprimerljivega vala uličnega nasilja, delavskih stavk in političnega terorizma. Vrh tega obdobja krize je prišel 12. decembra 1969, ko je eksplodirala bomba v Narodni kmetijski banki na Piazza Fontana, kar je terjalo smrt sedemnajst ljudi in oseminosemdeset pa je bilo ranjenih.
Leta 1980 je, z mednarodnim uspehom milanskih hiš (kot so Armani, Versace in Dolce & Gabbana), Milano postal ena izmed svetovnih modnih prestolnic. Mesto je dočakalo tudi opazno povečanje mednarodnega turizma, predvsem iz Amerike in Japonske, medtem ko se je na borzi povečala tržna kapitalizacijo za več kot petkrat. Zaradi tega obdobja so množični mediji dali mestu vzdevek metropola Milano da bere dobesedno Milano pije Leta 1990 je na Milano slabo vplival Tangentopoli (čiste roke), politični škandal, v katerem so bili poskusi mnoge politike in poslovneže obsoditi za korupcijo. Mesto je prizadela tudi huda finančna kriza in stalen upada tekstilne, avtomobilske in jeklarske industrije.
V začetku 21. stoletja je Milano doživel vrsto sanacij. Razstavni center se je preselil na veliko večje mest v Rho, Zgrajene so bile nove poslovne cone, kot so Porta Nuova in CITYLIFE. Z upadanjem proizvodnje si je mesto prizadevalo za razvoj svojih drugih virov prihodkov, vključno s publiciranjem, financami, bančništvom, modnim oblikovanjem, informacijskimi tehnologijami, logistiko, prometom in turizmom. Poleg tega je desetletja dolgo upadanje prebivalstva prišlo v zadnjih letih do dna, pokazali so se znaki okrevanja, število je zraslo za sedem odstotkov od zadnjega popisa prebivalstva.

## Geografija

### Topografija
Milano se nahaja na severozahodnem delu doline reke Pad, približno na pol poti med reko na jugu in vznožjem Alp z velikimi jezeri (Komsko jezero, jezero Maggiore, jezero Lugano) na severu, reko Ticino na zahodu in reko Adda na vzhodu. Leži na ravnini z najvišjo točko na 122 m nad morsko gladino. Upravna občina pokriva površino okoli 181 kvadratnih kilometrov, z 1.324.169 prebivalcev v letu 2013 in gostoto 7.315 prebivalcev na kvadratni kilometer. Večje urbano območje, ki obsega dele provinc Milano, Monza e Brianza, Como, Lecco in Varese ima 1.891 kvadratnih kilometrov in 5.264.000 prebivalcev z gostoto 2.783 prebivalca na kvadratni kilometer.
Koncentrična postavitev centra odraža sistem Navigli, starodavni navigacijski sistem in med seboj povezanih kanalov, zdaj večinoma pokritih. Predmestja so se razširila predvsem na severu, požirajoča številne občine že dosegajo Varese, Como, Lecco in Bergamo.

### Podnebje
Milano ima vlažno subtropsko podnebje (CFA, po Köppnovi podnebni klasifikaciji) s kontinentalnimi (DFA) vplivi. Milansko podnebje je podobno v večjemu delu severne italijanske ravnine, z vročimi, soparnimi poletji in mrzlimi, meglenimi zimami. Vendar je povprečno število dni s padavinami na leto eno najnižjih v Evropi. Alpe in Apenini so naravna pregrada, ki ščiti mesto pred večjimi padavinami, ki prihajajo iz severne Evrope in od morja.
Mesto je pogosto zavito v meglo, čeprav sta zmanjšanja riževih polj iz južnih sosesk in povečani toplotni učinek urbanega mesta zmanjšala ta pojav v zadnjih desetletjih. Včasih se pojavi veter fen, ki povzroči nepričakovano povečanje temperature. Raven onesnaženosti zraka se bistveno poveča v zimskem času, ko se hladen zrak oklepa tal, zaradi česar je Milano eno najbolj onesnaženih mest v Evropi.

## Uprava

### Metropolitanska uprava
V zvezi z vodenjem metropolitanskega mesta je župan Milana imenovan za opravljanje funkcije metropolitanskega župana (Sindaco Metropolitano) in predseduje Metropolitanskemu svetu, ki ga predstavlja 16 občinskih županov.

### Pokrajinska in regionalna uprava
V Milanu sta sedeža tako uprave metropolitanskega mesta (županstvo), kot dežele Lombardije, ene od dvajsetih dežel Italije. Medtem ko ima metropolitansko mesto s svojim območjem okoli 3.195.211 prebivalcev, je dežela Lombardija zdaleč najbolj naseljeno območje v Italiji, z več kot desetimi milijoni prebivalcev, kar predstavlja skoraj šestino prebivalcev države. Sedež deželne vlade je v Palači Lombardija (Palazzo Lombardia), ki je s 161,3 m druga najvišja stavba v Milanu.
V skladu z upravno reorganizacijo Italije urbano območje Milana postalo ena od 15 metropolitanskih mest (città metropolitane), novih upravnih organov v celoti operativnih od 1. januarja 2015. Nove metropolitanske občine so zasnovane za izboljšanje zmogljivosti lokalnih uprav in za boljše usklajevanje občin pri zagotavljanju osnovnih storitev (vključno s prevozom, šolskih in socialnih programov) in varovanjem okolja.

## Znamenitosti

### Arhitektura
V Milanu obstaja le nekaj ostankov antične rimske kolonije, zlasti dobro je ohranjeno stebrišče svetega Lovrenca (Colonne di San Lorenzo). V drugi polovici 4. stoletja je Sveti Ambrož Milanski, kot milanski škof, imel močan vpliv na postavitev mesta, preoblikovanje centra (stolnica in krstilnica, zgrajeni v rimskih časih, sta se do danes izgubili) in gradnjo velike bazilike pri mestnih vratih: bazilika Sant'Ambrogio, San Lorenzo Maggiore, San Nazaro v Brolo, San Simpliciano in Sant'Eustorgio, ki še vedno stojijo, so bile skozi stoletja prenovljene in so nekatere od najboljših in najpomembnejših cerkva v Milanu. Milanska stolnica (Duomo di Milano), zgrajena med letoma 1386 in 1577, je peta največja stolnica na svetu in najpomembnejši primer gotske arhitekture v Italiji. Pozlačen bronast kip Device Marije, ki se nahaja od leta 1774 na najvišji fiali Duoma, je kmalu postal eden najbolj trajnih simbolov Milana.
V 15. stoletju, ko so člani rodbine Sforza vladali mestu, je bila stara Viscontska trdnjava razširjena in postala Grad Sforzesco (Castello Sforzesco), sedež elegantnega renesančnega dvora, obdanega z obzidanim lovskim parkom. Pomembnejši arhitekti vključeni v projekt so bili Florentinec Filarete, ki je bil zadolžen za izgradnjo visokega osrednjega vhodnega stolpa in vojaški specialist Bartolomeo Gadio. Povezava med Francescom Sforza in Firenčanom Cosimom de 'Medici je rodila v Milanu toskanski model renesančne arhitekture, očitno v delu Ospedale Maggiore in Bramantejevih del v mestu, kot Santa Maria preso San Satiro (rekonstrukcija cerkvice iz 9. stoletja),  Santa Maria delle Grazie in tri samostane za svetega Ambropa. Protireformacija v 16.–17. stoletju je bil tudi čas španske nadvlade in v znamenju dveh močnih osebnosti: Svetega Karla Boromejskega in njegovega bratranca, kardinala Federica Borromea. Ne le, da sta nalagala moralne smernice ljudem v Milanu, ampak sta dala tudi velik zagon kulturi, z ustanovitvijo Biblioteca Ambrosiana, v stavbi, ki jo je zasnoval Francesco Maria Ricchino in bližnje Pinacoteca Ambrosiana. V tem obdobju so bile v mestu zgrajene številne pomembne cerkve in baročne palače s strani arhitektov, kot so Pellegrino Tibaldi, Galeazzo Alessi in Ricchino. 
Avstrijska cesarica Marija Terezija je bila odgovorna za pomembne prenove, ki so se izvajale v Milanu v 18. stoletju. Ta mestna in umetniška prenova je obsegala izgradnjo Teatro alla Scala, odprtega leta 1778, ki je danes ena izmed najbolj znanih svetovnih opernih hiš in dala obnoviti kraljevo palačo. V poznih 1700-ih zgrajeno Palazzo Belgioioso, delo Giuseppeja Piermarinija in kraljevo Villa Milano, Leopolda Pollacka, kasnejšo uradno rezidenco avstrijskega podkralja, pogosto štejejo med najboljše primere neoklasične arhitekture v Lombardiji. Napoleonska vlada v mestu med 1805–1814, ki ima sedež v Milanu, kot glavnem mestu satelitske Kraljevine Italije, je sprejela ukrepe, da bi ga ustrezno preoblikovala, z gradnjo velikih ulic, novih trgov (Porta Ticinese, Luigija Cagnola in Foro Bonaparte, Giovannija Antonia Antolinija) in kulturnih ustanov (Umetniška galerija in Akademija za likovno umetnost). Masivni Slavolok miru, ki se nahaja na koncu Corso Sempione, pogosto primerjajo s Slavolok zmage v Parizu. V drugi polovici 19. stoletja je Milano hitro postal glavno industrijsko središče novega italijanskega naroda in se zgledoval po velikih evropskih prestolnicah, ki so bila središča druge industrijske revolucije. Velika Galleria Vittorio Emanuelle II, Giuseppeja Mengonija je nastala med 1865 in 1877, v počastitev kralja  Viktorja Emanuela, je velik pokrit hodnik s steklom in litoželezno streho, podobno kor Burlington Arcade v Londonu. Še en eklektičen spomenik s konca 19. st. v mestu je Cimitero Monumentale, pokopališče, zgrajeno v neoromanskem slogu med 1863 in 1866.
Burno obdobje na začetku 20. stoletja je prineslo več radikalnih inovacij v milanski arhitekturi. Art nouveau, znan tudi kot Liberty v Italiji, je prepoznaven v Palazzo Castiglioni, arhitekta Giuseppeja Sommaruga, zgrajena med 1901 in 1904. Drugi izredni primeri so Hotel Corso in hiša Berri-Meregalli, zgrajena v tradicionalnem milanskem Art nouveau slogu, v kombinaciji z elementi neoromanike in neogotike, velja za eno izmed zadnjih takšnih tipov arhitektur v mestu. Novo, bolj eklektično obliko arhitekture je mogoče videti v stavbah, kot so Castello Cova, zgrajena 1910 v izrazito neosrednjeveškem slogu, ki vzbuja arhitekturne trende iz preteklosti. Pomemben primer Art deco, ki meša take sloge s fašistično arhitekturo, je velika centralna železniška postaja, odprta leta 1931.
Obdobje po drugi svetovni vojni je znano po hitri obnovi in hitri gospodarski rasti, ki je spremljalo skoraj dvakratno povečanje števila prebivalcev. Med letoma 1950 in 1960, je močno povpraševanje po novih stanovanjskih in poslovnih področjih privedlo do skrajne urbane širitve, ki je prinesla nekatere pomembnejše mejnike v arhitekturni mestni zgodovini, vključno s stolpom Pirelli, Gio Pontija (1956–60), stolpom Velasca (1956–58) in oblikovanjem blagovne znamke novih stanovanjskih satelitskih mest, kot tudi velike količine javnih zgradb slabe arhitekture in kakovosti. V zadnjih letih je de-industrializacija, urbani propad in centrifikacija, vodila obsežno prenovo nekdanjih industrijskih območij, ki so se spremenila v sodobna stanovanjska in finančna okrožja, predvsem Porta Nuova v centru Milana in FieraMilano v predmestju Rho. Poleg tega so stari razstavni prostori popolnoma preoblikovani v skladu s projektom za regeneracijo Citylife, izboljšanje stanovanjskih območij, muzeji, mestni park in tri stolpnice, katerih načrte so naredili mednarodno priznani arhitekti, ter bodo nosili njihova imena: 202 m visok stolp Isozaki, ko bo dokončan, bo najvišja stavba v Italiji, zvit stolp Hadid in ukrivljen stolp Libeskind.

### Parki in vrtovi
Največji parki v osrednjem območju Milana so park Sempione na severozahodnem robu in vrtovi Montanelli, ki se nahajajo severovzhodno od mesta. Angleški park Sempione, zgrajena leta 1890, vsebuje Napoleonovo areno, milanski Mestni akvarij, jeklen panoramski stolp, center za likovne razstave, japonski vrt in javno knjižnico. V vrtovih Montanelli, ki so nastali v 18. stoletju, sta Prirodoslovni muzej in planetarij. Nekoliko oddaljen od centra mesta na vzhod, je park Forlanini, z značilnim velikim ribnikom in nekaj ohranjenih kolib, ki spominjajo na kmečko preteklost tega območja.
Čeprav se Milano nahaja v enem od najbolj urbaniziranih območjih v Italiji, je obdan s pasom zelenih površin in ima številne vrtove tudi v svoji sredi. Od leta 1990 so bila kmetijska zemljišča in gozdovi severno (Parco Nord Milano) in južno (Parco Agricolo Sud Milano) v urbanem območju zaščitena kot regionalna parka. Zahodno od mesta je bil ustanovljen Parco delle Cave na zanemarjeno mestu, kjer so črpali prod in pesek in vsebuje umetna jezera in gozd.

## Demografija
S hitro industrializacijo v povojnih letih je število prebivalcev v Milanu doseglo 1.743.427 leta 1973. Potem, v naslednjih tridesetih letih, se je skoraj tretjina prebivalstva preselila v zunanji pas novih predmestij in satelitskih naselij, ki so rastla okoli mesta. Po oceni je v občini Milano 1.324.169 uradnih rezidentov, v urbanem območju, ki sega izven meja upravne občine, pa je bilo 5.264.000 prebivalcev v letu 2013, medtem ko je v širšem metropolitanskem območju živi med 7 in 10 milijonov prebivalcev, odvisno od uporabljene demografske metode.

## Gospodarstvo
Medtem ko je Rim politično glavno mesto Italije, je Milano gospodarsko in finančno srce v državi. Z leta 2010 BDP, ocenjenim na 132.500.000 €, je pokrajina Milano ustvarila približno 9 % nacionalnega BDP; medtem ko je gospodarstvo v regiji Lombardija ustvarilo približno 20 % italijanskega BDP.
V pokrajini Milano se nahaja približno 45 % podjetij v regiji Lombardija in več kot 8 odstotkov vseh podjetij v Italiji, vključno s tremi Fortune 500 podjetji. V Milanu je sedež številnih medijev in oglaševalskih agencij, nacionalnih časopisov in telekomunikacijska podjetja, vključno z javno radiotelevizijo RAI in zasebnimi televizijskimi družbami, kot Mediaset, Telecom Italia Media in Sky Italia. Poleg tega je opaziti tudi hitro povečanje internetnih podjetij tako domačih kot mednarodnih, kot so Altervista, Google, Lycos, Virgilio in Yahoo!. Milano je vodilni svetovni modni center, kjer lahko sektor računa na 12.000 podjetij, 800 razstavnih prostorov in 6.000 prodajnih mest (z blagovnimi znamkami, kot so Armani, Versace in Valentino), medtem ko so štirje tedni na leto posvečeni najboljšim predstavam in drugim modnim dogodkom. V mestu je tudi pomemben proizvodni center, predvsem za avtomobilsko industrijo, s podjetji, kot so Alfa Romeo in Pirelli. Drugi pomembni izdelki narejeni v Milanu so kemikalije, stroji, zdravila in plastika.
Drugi ključni sektorji v gospodarstvu mesta so napredne raziskave na področju zdravja in biotehnologij, kemikalij in inženiringa, bančništvo in finance. Milano je sedež glavnih bančnih skupin v Italiji (198 podjetij), vključno Banca Popolare di Milano, Mediobanca, Mediolanum in UniCredit in več kot štirideset tujih bank. Associazione Bancaria Italiana predstavlja italijanski bančni sistem in Milan Stock Exchange (225 podjetja kotira na borzi) se tudi nahajajo v mestu. Mesto se lahko pohvali z enim največjih trgovinskih evropskih sejemskih sistemov z več kot 1.600.000 m2 in približno 4,5 milijona obiskovalci na okoli 75 velikih dogodkih, pa tudi s konferenčnim centrom high-tech. Turizem postaja vse bolj pomemben del gospodarstva mesta: v letu 2010 je bilo v mestu registriranih več kot 2,3 milijone turistov iz vsega sveta. Milano trenutno doživlja veliko obnovo mesta. Fiera Milano, zgodovinsko sejemsko središče, v lasti sejmišča znanega kot »FieraMilanoCity«, je bilo razstavljeno za potrebe velikega urbanega razvoja, CityLife okrožja. Nov trgovinski razstavni center, zgrajen v severozahodnem predmestju Rho in odprt aprila 2005, FieraMilano je eno največjih Expo območij na svetu. Poleg Citylife še številni drugi gradbeni projekti potekajo za sanacijo opuščenih industrijskih območij. Več znanih arhitektov sodeluje pri projektih, kot so Renzo Piano, Norman Foster, Arata Isozaki, Zaha Hadid, Massimiliano Fuksas in Daniel Libeskind. Mnogi od teh projektov so bili v pripravi vsebinsko za Expo 2015.

## Kultura

### Muzeji in umetniške galerije
Milano je dom številnih kulturnih ustanov, muzejev in galerij, ki jih obišče približno desetina od vseh obiskovalcev v državi. Pinakoteka Brera je ena najpomembnejših galerij Milana. Vsebuje eno glavnih zbirk italijanskega slikarstva, vključno z mojstrovinami, kot je Brera Madonna, delo Piero della Francesca. Castello Sforzesco gosti številne umetnostne zbirke in razstave, predvsem kipe, starodavno orožje in pohištvo, kot tudi Pinacoteca del Castello Sforzesco, z umetniško zbirko, vključno z zadnjo Michelangelovo skulpturo Rondanini Pieta, Andrea Mantegna Trivulzio Madonna in Leonardo da Vincijev rokopis Codex Trivulziano. V kompleksu Castello je tudi muzej antične umetnosti, pohištveni muzej, muzej glasbenih instrumentov in zbirka uporabne umetnosti, egiptovski in prazgodovinski del Arheološkega muzeja in Achille Bertarelli Print Collection.
Milanska figurativna umetnost je cvetela v srednjem veku in z družino Visconti kot večjim pokroviteljem umetnosti, je mesto postalo pomembno središče gotske umetnosti in arhitekture (Milanska stolnica kot najbolj mogočna mestna gotska arhitektura). Leonardo je delal v Milanu od 1482 do 1499. Izdelal je sliko Madona v votlini za Bratovščino Brezmadežnega spočetja in Zadnjo večerjo za samostan Santa Maria delle Grazie.
Mesto je bilo pod vplivom baroka v 17. in 18. stoletju in je gostilo številne izvrstne umetnike, arhitekte in slikarje tega obdobja, kot so Caravaggio in Francesco Hayez. Muzej Risorgimento je specializiran za zgodovino italijanske združitve. Njegove zbirke vsebujejo ikonske slike, kot je  Verazzijeva Epizoda iz Petih dni in Francesca Hayeza iz 1840 Portret cesarja Ferdinanda I. Avstrijsjega. Trienale je muzej oblikovanja, prireditveno mesto se nahaja v Palazzo dell'arte, v parku Sempione. Gosti razstave in prireditve, ki poudarjajo sodobno italijansko oblikovanje, urbanizem, arhitekturo, glasbo in medijske umetnosti, s poudarkom na odnosu med umetnostjo in industrijo.
Milano je bil v 20. stoletju epicenter futurističnega umetniškega gibanja. Filippo Marinetti, ustanovitelj italijanskega futurizma je 1909 napisal v svojem futurističnem manifestu (v italijanščini Manifesto Futuristico), da je bil Milano »grande ... tradizionale e futurista« (»velik ... tradicionalen in futurističen«). Umberto Boccioni je bil tudi pomemben futuristični umetnik, ki je delal v mestu. Danes Milano ostaja glavno mednarodno središče moderne in sodobne umetnosti, s številnimi galerijami sodobne umetnosti. Moderna galerija, ki se nahaja v Kraljevi Villi, gosti zbirke italijanskega in evropskega slikarstva od 18. do zgodnjega 20. stoletja. Museo del Novecento, ki se nahaja v Palazzo dell'Arengario, je ena od najbolj pomembnih galerij v Italiji za umetnost 20. stoletja; posebej pomembni so oddelki posvečeni futurizmu, spacijalizmu in Arte povera.
Milan je dom številnih javnih umetniških projektov, z vrsto del od kipov do muralov, ki so jih izdelali mednarodno priznani umetniki, kot so: Arman, Francesco Barzaghi, Alberto Burri, Pietro Cascella, Maurizio Cattelan, Leonardo Da Vinci, Giorgia de Chirica, Claes Oldenburg, Igor Mitoraj, Arnaldo Pomodoro, Aldo Rossi, Domenico Trentacoste

### Glasba
Milano je velik nacionalni in mednarodni center uprizoritvenih umetnosti, predvsem opere. La Scala je ena najprestižnejših opernih hiš na svetu, ki je v zgodovini gostila premiere številnih oper, kot so Nabucco Giuseppeja Verdija leta 1842, La Gioconda, Amilcare Ponchiellija, Madam Butterfly, Giacoma Puccinija leta 1904, Turandot, Giacoma Puccinija leta 1926 in v zadnjem času Teneke, Fabia Vacchija leta 2007. Druga velika gledališča v Milanu so Teatro degli Arcimboldi, Teatro Dal Verme, Teatro Lirico in prej v Teatro Regio vojvodske. Mesto ima tudi znan simfonični orkester in glasbeni konservatorij in je bil v zgodovini glavno središče za skladatelje: številnih znanih skladatelji in glasbeniki, kot so Giuseppe Camo, Simon Boyleau, Hoste da Reggio, Verdi, Giulio Gatti-Casazza, Paolo Cherici in Alice Edun so ali pa so bili rojeni ali živeli v Milanu. Mesto je tudi rojstni kraj mnogih sodobnih ansamblov in skupin, vključno Camaleonti, Camerata Mediolanense, Dynamis Ensemble, Elio e le Storie Tese, Krisma, Premiata Forneria Marconi, Quartetto cetra, Stormy Six in Le Vibrazioni.

### Moda in oblikovanje
Milano na splošno velja kot globalno glavno mesto industrijskega oblikovanja, mode in arhitekture. Leta 1950 in v 60-ih, je kot glavno industrijsko središče Italije in eno najbolj dinamičnih evropskih mest, Milano postal svetovna prestolnica oblikovanja in arhitekture. Danes je Milano še posebej znan po visoki kakovosti pohištva in notranje opreme. Mesto je sedež Fiera Milano, največje stalne trgovinske razstave v Evropi in Salone Internazionale del Mobile, ki je eden izmed najbolj prestižnih mednarodnih pohištvenih in oblikovalskih sejmov. Milano velja tudi kot ena od prestolnic mode na svetu, skupaj z New Yorkom, Parizom in Londonom. Milano je sinonim za italijansko prêt-à-porter industrijo, kot mnoge izmed najbolj znanih italijanski modnih znamk, kot so Valentino, Gucci, Versace, Prada, Armani in Dolce & Gabbana, ki imajo sedež v mestu. Številne mednarodne modne znamke delujejo tudi kot trgovine v Milanu. Poleg tega mesto dvakrat letno gosti Milan Fashion Week, enega izmed najpomembnejših dogodkov v mednarodni modni industriji. Glavno modno okrožje, quadrilatero della moda, je mesto najbolj prestižnih nakupovalnih ulic (Via Monte Napoleone, Via della Spiga, Via Sant'Andrea, Via Manzoni in Corso Venezia), poleg Galleria Vittorio Emanuele II, ki je med najstarejšimi nakupovalnimi centri. 

### Jezik in literatura
V poznem 18. in 19. stoletju je bil Milano pomembno središče intelektualcev, pisateljev in pesnikov, saj so ideje razsvetljenstva tukaj našle plodna tla. Markiz Cesare Beccaria, s svojo znamenito Dei delitti e delle pene in grof Pietro Verri, s periodičnim Il Caffe sta imela znaten vpliv na nastajajoči krog kulturnikov meščanskega srednjega razreda, tudi po zaslugi odprtega duha avstrijske uprave. V prvih letih 19. stoletja so imeli ideali romantičnega gibanja vpliv na kulturno življenje v mestu in veliki pisatelji so razpravljali o primatu klasične v primerjavi z romantično poezijo. Giuseppe Parini in Ugo Foscolo sta tu objavila svoja najbolj pomembna dela, ki so jih občudovali mlajši pesniki. V tretjem desetletju 19. stoletja je Alessandro Manzoni napisal roman I Promessi Sposi, ki velja za manifest italijanske romantike; v istem obdobju je Carlo Porta, najbolj znan lokalni ljudski pesnik, pisal pesmi v lombardskem narečju. Periodični Il Conciliatore je objavljal članke Silvia Pellicona, Giovannija Bercheta, Ludovica di Bremena, ki so bili tako romantični pesniki kot tudi domoljubni politiki. Po združitvi Italije leta 1861 je Milano izgubil svoj politični primat, kljub temu pa je ohranil nekakšen osrednji položaj v kulturnih razpravah. No ve ideje in gibanja iz drugih evropskih držav so bila v Milanu vedno sprejeta in se je o njih razpravljalo, tako realizem in naturalizem sta rodila italijansko gibanjr Verismo. Največji veristični pisatelj Giovanni Verga, je bil rojen na Siciliji, vendar je svoja najpomembnejša dela napisal v Milanu. V mestu je večino časa živel in ustvarjal tudi Giorgio Scerbanenco, znani pisec kriminalk in grozljivk. 
Poleg italijanščine, približno 2 milijona ljudi v metropolitanskem območju Milana govori milansko narečje ali eno od različic zahodne lombardščine.

### Milanska gastronomija
Kot večina mest v Italiji, je Milano razvil svojo lokalno kulinariko, v kateri se, kot je značilno za severno-italijanske kuhinje, uporablja pogosteje riž kot testenine, maslo in rastlinska olja ter skoraj nič paradižnika ali rib. Milanske tradicionalne jedi so cotoletta alla milanese, panirano telečje meso (tudi svinjsko in puranje) – paniran kotlet ocvrt na maslu (podobno dunajskemu Wienerschnitzel). Druge tipične jedi so cassoeula (dušena svinjska rebra in klobasa z ohrovtom), ossobuco (pečena telečja krača postrežena z začimbo imenovano gremolata), rižota alla milanese (z žafranom in govejim mozgom), busecca (dušeni vampi s fižolom) in brasato (dušena govedino ali svinjina z vinom in krompir). Sezonska peciva so: chiacchiere (ploščati krapi posuti s sladkorjem) in tortelli (ocvrti okrogli piškotki) za karneval, colomba (glazirana torta v obliki goloba) za veliko noč, pane dei morti (mrtvaški kruh, piškotki aromatizirani s cimetom) za Vse svete in panettone za božič. Salama Milano, zelo fino zrnata salama je razširjena po vsej Italiji. Priznani milanski siri so milanska gorgonzola (iz vasi v bližini), maskarpone, ki se uporablja za peciva, taleggio in quartirolo.
Milano je dobro znan po svojih vrhunskih restavracijah in kavarnah, z inovativno kuhinjo in dizajnom. Od leta 2014 je Milano med 157 Michelinovimi izbranimi mesti s tremi restavracijami z 2 Michelinovima zvezdicama. To so Cracco, Sadler in il Luogo di Aimo e Nadia. Veliko zgodovinskih restavracij in barov se nahaja v zgodovinskem središču mesta, okrožju Brera in Navigli. Ena najstarejših ohranjenih mestnih kavarn je Caffè Cova, ki je bila ustanovljena leta 1817. Sicer je v Milanu 15 kavarn, barov in restavracij registriranih kot zgodovinsko pomembni kraji Italije, ki neprekinjeno delujejo od najmanj 70 let.

## Promet
Milano je eno od ključnih prometnih vozlišč južne Evrope in eno od najpomembnejših italijanskih železniških vozlišč. Njegovih pet glavnih železniških postaj, med katerimi je Centralna postaja Milano, je med najbolj obremenjenimi v Italiji. Od konca leta 2009 dve vrsti vlakov za visoke hitrosti povezuje Milano z Rimom, Neapljem in Torinom, in bistveno skrajšajo čas potovanja z drugimi večjimi mesti v Italiji.
Azienda Trasporti Milanesi (ATM) deluje v metropolitanskem območju, upravlja mrežo javnega prevoza, sestavljenega iz podzemnega hitrega tranzitnega omrežja in tramvaja, trolejbusa in avtobusnih linij. Omrežje je dolgo skoraj 1400 km in sega v 86 občin. Poleg javnega prevoza, ATM upravlja parkirišča in druge prevozne storitve, vključno delitev koles in delitev sistemov avtomobilov.
Milanski metro je hiter tranzitni sistem, ki mesto povezuje s 4 linijami v skupni dolžini več kot 100 km in je eden največjih v Evropi. Pred kratkim je začela doživljati nadaljnjo širitev M5 linija in odobren je tudi izgradnja linije M4. Milanske primestne železniške storitve obsega 10 linij in povezujejo mestno območje s središčem mesta s podzemno železnico.
Mreža mestnega tramvaja je sestavljena iz približno 160 km prog in 17 linij. Avtobusne linije pokrivajo več kot 1.070 km. Milano ima tudi taksi storitve, zasebna podjetja z licenco Mestnega sveta. Mesto je tudi ključno vozlišče za državno cestno omrežje.
Nacionalni in mednarodni medmestni avtobus povezuje Milano z vsemi italijanskimi mesti in glavnimi evropskimi destinacijami, z letnim prometom več kot 2 milijona potnikov. Mestna glavna avtobusna postaja je avtobusna postaja Lampugnano, v bližini postaje podzemne železnice Lampugnano.
Milano ima tri mednarodna letališča. Linate je najstarejši in edino letališče, ki leži znotraj meja mesta in se v glavnem uporablja za domače in mednarodne let na kratke razdalje in oskrbi letno 9 milijonov potnikov (podatek 2014). Malpensa International Airport, drugo najprometnejše letališče v Italiji (približno 19 milijonov potnikov v letu 2014), je 45 km iz središča Milana in je z mestom povezano z Malpensa Express železniškim vlakom. Letališče Orio al Serio, blizu mesta Bergamo, služi nizkocenovnim prevoznikom v Milanu (8,8 milijona potnikov v letu 2014). Letališče Milano Bresso , ki ga upravlja Aero Club Milano, je splošno in športno letališče.

## Šport
Mesto je znano po dveh uspešnih nogometnih klubih. Tako A.C. Milan kot tudi Internazionale Milano F.C. nastopata v Serie A. 
Med letoma 1926 in 1946 je petkrat potekala dirka za Veliko nagrado Milana, od tega dvakrat v samem mestu Milano.

## Pobratena mesta
Milano ima petnajst uradnih sestrskih mest, kot je navedeno na spletni strani mesta. The date column indicates the year in which the relationship was established. São Paulo was Milan's first sister city.
| Mesto      | država                  | Datum |
| ---------- | ----------------------- | ----- |
| São Paulo  | Brazilija               | 1961  |
| Chicago    | Združene države Amerike | 1962  |
| Lyon       | Francija                | 1967  |
| Frankfurt  | Nemčija                 | 1969  |
| Birmingham | Združeno kraljestvo     | 1974  |
| Dakar      | Senegal                 | 1974  |
| Šanghaj    | Kitajska                | 1979  |
| Osaka      | Japonska                | 1981  |
| Tel Aviv   | Izrael                  | 1997  |
| Betlehem   | Palestina               | 2000  |
| Toronto    | Kanada                  | 2003  |
| Krakov     | Poljska                 | 2003  |
| Melbourne  | Avstralija              | 2004  |
| Daegu      | Južna Koreja            | 2015  |

Partnerstvo z ruskim mestom Sankt Peterburg je bilo vzpostavljeno leta 1967, mesto Milano pa ga je prekinilo leta 2012 zaradi politike ruske vlade glede »homoseksualne propagande«.

### Druge oblike sodelovanja, partnerstva in prijateljska mesta
Milano sodeluje še z naslednjimi mesti:
- Bilbao, Španija
- Guangzhou, Kitajska
- København, Danska
- Barcelona, Španija
- Moskva, Rusija